# Omosessualità e battismo

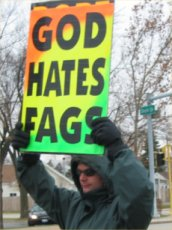
Un esponente della Chiesa battista di Westboro espone un cartello con la scritta "Dio odia i froci"

Il rapporto fra omosessualità e battismo è abbastanza complesso: come per molti altri argomenti, c'è una diversità di vedute tra le varie frange battiste sull'omosessualità. La Chiesa battista è infatti un'organizzazione congregazionalista, cioè ogni congregazione locale può esprimere un suo parere completamente autonomo su diversi temi, inclusa l'omosessualità.
Una maggioranza di battisti definisce il comportamento omosessuale come contrario agli insegnamenti delle Sacre Scritture, e perciò peccaminoso. Molti di essi affermano comunque che è possibile uscire dall'omosessualità attraverso la preghiera, concetto che è alla base del "recupero" degli omosessuali attraverso i movimenti degli ex-gay, molto in voga negli Stati Uniti negli anni novanta.
Una percentuale di congregazioni battiste mostra un atteggiamento più aperto sul tema dell'omosessualità e talvolta una posizione welcoming and affirming (accoglienza e affermazione dei diritti civili) di condanna al peccato di omofobia, e di sostegno ad organizzazioni ex-ex-gay (coloro che tornano a vivere l'omosessualità e denunciano le pratiche omofobe delle organizzazioni "ex gay")
Diverse organizzazioni e confessioni di chiese battiste hanno rilasciato dichiarazioni ben precise riguardo ai loro sentimenti verso l'omosessualità:
- La Southern Baptist Convention, la più diffusa confessione battista degli Stati Uniti d'America, ha rilasciato diverse dichiarazioni in cui definisce l'omosessualità una "manifestazione di natura depravata", "una perversione dei canoni divini e una violazione della natura e degli affetti naturali" ed "un abominio agli occhi di Dio"[1]. Essa si oppone ai matrimoni ed alle unioni civili fra persone dello stesso sesso[2], ed ha spronato le altre chiese a non mostrare alcuna approvazione[3]. La SBC comunque afferma anche che "mentre la Bibbia condanna simili pratiche come peccato, ci insegna anche il perdono e la trasformazione, con il pentimento[4]."
- All'interno delle American Baptist Churches USA, una fra le principali confessioni battiste americane, ci sono diversi pareri riguardo all'omosessualità. Una convenzione (ottobre 1992) dichiara "che la pratica dell'omosessualità è incompatibile con gli insegnamenti cristiani" ma un'altra successiva convenzione (giugno 1993) auspica il dialogo sull'argomento. Diverse congregazioni individuali esprimono pareri liberali[5].
- L'Alleanza dei Battisti, una confessione minore americana liberale, sostiene i matrimoni fra persone dello stesso sesso ed è aperta ad omosessuali, lesbiche, bisessuali e transgender[6].
- Vi sono visioni più liberali anche in un certo numero di chiese battiste della Cooperative Baptist Fellowship.
- L'Association of Welcoming and Affirming Baptists, un gruppo di circa 50 fra chiese ed organizzazioni, propende per la "piena inclusione" di persone gay e lesbiche nelle loro chiese. Questa "piena inclusione"(welcoming) nel caso in cui sia pure "affermazione"(affirming) può comprendere l'approvazione di una condotta sessuale fra persone dello stesso sesso e la celebrazione dei matrimoni tra persone dello stesso sesso.
- La Chiesa battista di Westboro, famosa per il suo odio aperto sia contro gli omosessuali che contro il comportamento omosessuale in sé, è un'anomalia tra le confessioni battiste, ed è infatti condannata dalla maggior parte delle altre congregazioni, anche da coloro che si dichiarano d'accordo nel considerare l'omosessualità un peccato.
- La megachurch (mega chiesa) Riverside baptist church di New York ha posizioni welcoming e affirming, di accoglienza e affermazione dei diritti civili di gay e lesbiche. È affiliata alle American Baptist Churches USA e alle United Church of Christ.
- La Cooperative Baptist Fellowship, una rete americana di chiese battiste, non ha una politica ufficiale riguardo all'omosessualità (o ad altri temi sociali). Comunque, essa non permette di destinare i fondi dell'organizzazione alla pubblica difesa degli omosessuali o per assumere personale dichiaratamente omosessuale[7].
- La National Baptist Convention, una confessione battista afroamericana, non ha una linea di condotta ufficiale sull'omosessualità, e lascia che l'argomento sia trattato indipendentemente dalle diverse congregazioni. Essi stabiliscono comunque che una maggioranza delle loro chiese dovrebbe sottolineare come l'omosessualità ed il lesbismo non sono espressioni legittime della volontà di Dio e dovrebbe opporsi all'ordinamento di omosessuali o lesbiche per ogni tipo di ministero nella loro chiesa[8].
- La Progressive National Baptist Convention sempre afroamericana è più a favore dell'integrazione di gay e lesbiche, storicamente nata da una scissione dalla NBC, per opera del movimento dei diritti civili negli anni sessanta (ne faceva parte anche Martin Luther King Jr.)
- La Baptist Union of Great Britain ha una dottrina articolata su diverse sfumature. Da un lato essa afferma che le coppie dello stesso sesso "non dovrebbero andare incontro a discriminazione a causa del loro orientamento sessuale". Dall'altro, afferma che ai cristiani convinti che le relazioni fra persone dello stesso sesso sono sbagliate dovrebbe essere permesso di comportarsi come credono giusto[9].